# Riedmiller
Riedmiller ist ein deutscher Familienname.

## Herkunft und Bedeutung
Riedmiller ist ein Berufsname für einen Müller, dessen Mühle sich an einem Moor befindet.

## Varianten
- Riedmueller, Riedmüller, Riethmüller, Riethmöller

## Namensträger
- Bernhard Riedmiller (1757–1832), Widerstandskämpfer, Teilnehmer an der dritten Schlacht am Bergisel
- Johann Riedmiller (1815–1895), deutscher Bildhauer
- Josef Riedmiller (1925–2018), deutscher Journalist
- Lorenz Riedmiller (1880–1960), deutscher Politiker
- Martin Riedmiller (* 1966), deutscher Informatiker